# ポーランド・ルネサンス
ポーランド・ルネッサンス（ポーランド語: Renesans, Odrodzenie; 逐語訳は〈再生〉）は15世紀後半から16世紀後半まで続き、ポーランド文化の黄金時代であったと広く考えられている。ヤギェウォ朝の統治下にあったポーランド王国王冠（1569年からはポーランド・リトアニア共和国の一部）は、ヨーロッパの広義でのルネサンスに積極的に参加した。多民族のポーランド国家は、人口がまばらな東部や南部の国境地帯における紛争を除けば1世紀の間大規模な戦争がなかったことで、文化的成長の時期を経験することができた。宗教改革は国中に平和的に広がり（ポーランド兄弟団の誕生にも繋がった）、生活状況は改善し、都市は成長し、農産物の輸出は人口、特に黄金の自由という新たな政治システムで支配的となった貴族階級（シュラフタ）を潤した。

## 概要
イタリアを起源とするルネサンス運動は、粗方15世紀から16世紀にかけてポーランド全土に広まった。ポーランドの王族により数多くのイタリアの文人が歓待されたが、その中にはフランチェスコ・フィオレンティーノ（Francesco Fiorentino）、バルトロメオ・ベレッチ（Bartolommeo Berrecci）、サンティ・グッチ（Santi Gucci）、マテオ・グッチ（Mateo Gucci）、ベルナルド・モランド、ジョヴァンニ・バッティスタ・ディ・クアドロ（Giovanni Battista di Quadro）といった面々を含む芸術家や、ほかにもフィリッポ・ブオナッコルシ（Filippo Buonaccorsi; 通称: カリマフ Kallimach）のような思想家や教育者、ボネル家（Boner）やモンテルピ家（Montelupi）のような商人などを含む際立った人物が含まれるが、彼らは15世紀後半より新たな機会を求めてポーランドへと移住してきたのである。彼らのほとんどは、1611年までポーランドの首都であったクラクフに定住した。

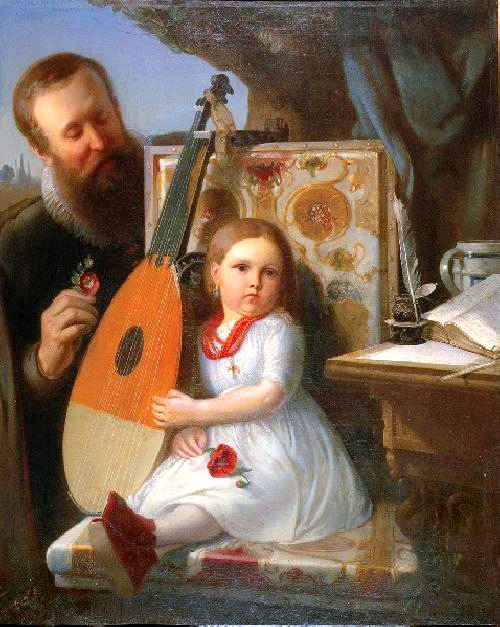
詩人で散文作家のヤン・コハノフスキとその愛娘

ポーランドでは人間の尊厳やその理性の力というルネサンスの価値観が称賛された。多くの作品が古典ラテン語、ギリシャ語、ヘブライ語といった古典言語やイタリア語など当時話されていた言語からポーランド語やラテン語に翻訳された。世界で最も古い大学の1つであるクラクフ・アカデミーは1500年から1535年の間にその黄金時代を謳歌し、16世紀に入ってから最初の10年間には3,215人の学生が卒業したが、この記録は18世紀後半まで塗り替えられることはなかった。 ポーランドのルネサンス期は知的探求の支えとなり、多くの優れた芸術家や科学者を生み出した。その中には『天球の回転について』で宇宙の地動説理論を提示したニコラウス・コペルニクス、Tractatus de duabus Sarmatis... で最も正確で時代に即した東欧の地理的および民族誌を記述したミェフフのマチェイ（ポーランド語: Maciej z Miechowa）、その地域の地図がプトレマイオスの『地理学』にも見られる地図製作者のベルナルト・ヴァポフスキ（Bernard Wapowski）、De origine et rebus gestis Polonorum libri ... でポーランドの歴史と地理の両方について記述したマルチン・クロメル（Marcin Kromer）、統治論に関心を抱いた哲学者であるアンジェイ・フリチ＝モドジェフスキ（Andrzej Frycz Modrzewski）、詩におけるポーランド語の使用を普及させたミコワイ・レイ、そしてポーランド語詩によりポーランド人の詩人として最も名を馳せることとなったヤン・コハノフスキが含まれる。

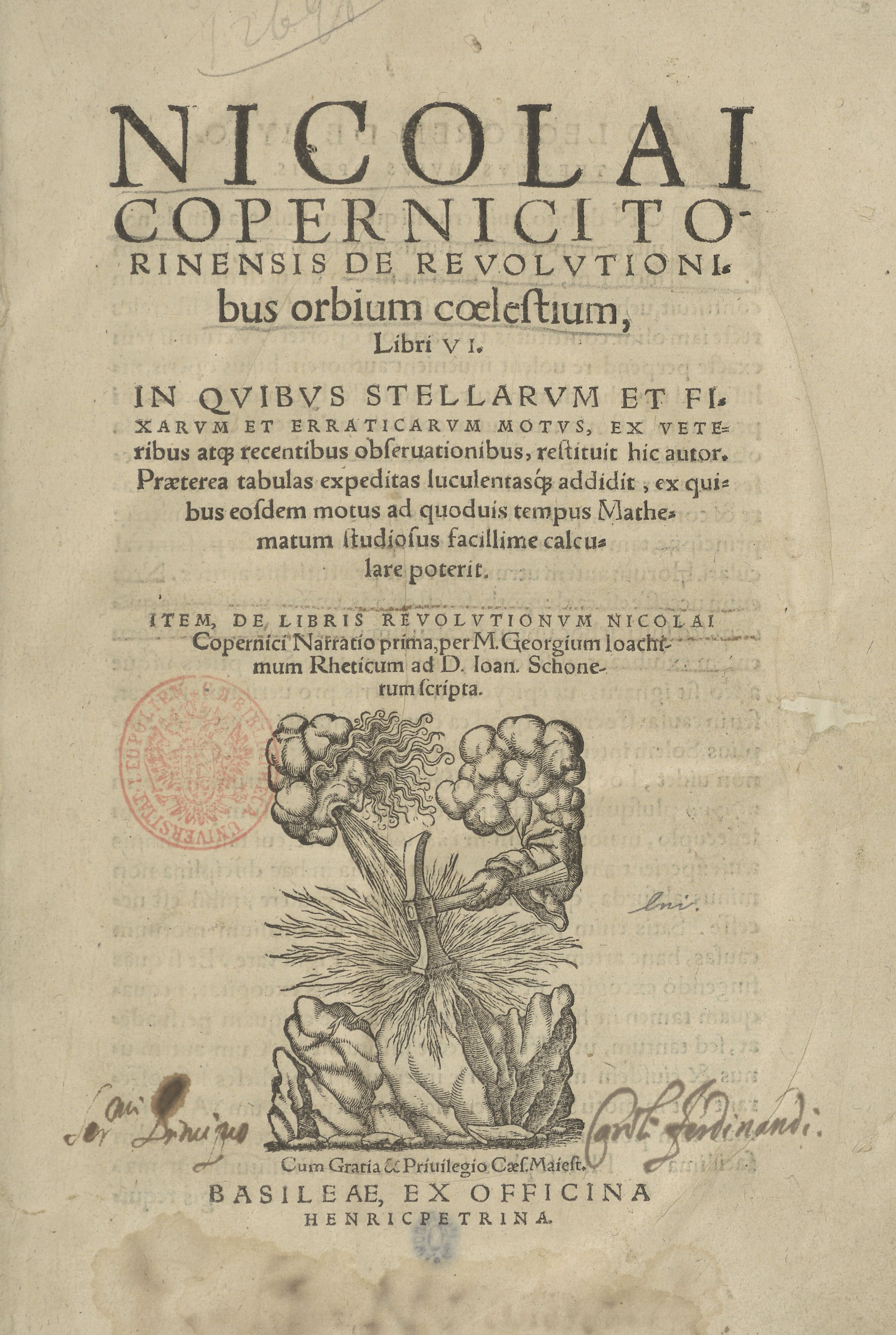
コペルニクスの『天球の回転について』

ポーランド人の青年たち、特に2,500以上の小教区の学校、ギムナジウム、およびいくつかのアカデミー（ クラクフ・アカデミー、ヴィルノ・アカデミー、ザモシチ・アカデミー）のいずれかを卒業した貴族（シュラフタ）の子息たちは、教育を修了するためにしばしば国外（パドヴァ・ボローニャ・ローマ・ルーヴェン・パリ・ヴィッテンベルク・バーゼル）へ留学した。アンジェイ・フリチ＝モドジェフスキ、ヤン・ダンティシェク（Jan Dantyszek）、ヤン・ワスキ（Jan Łaski）といったポーランドの思想家たちは トマス・モア、エラスムス、フィリップ・メランヒトンといったルネサンスの主要なヨーロッパの哲学者と交流し続けた。ポーランドは、西ヨーロッパの主要な文化的および科学的アイデアや発展の交流の場に参加しただけでなく、西欧の遺産を東方の東スラヴの諸民族に広めた。例を挙げると印刷の工程、ラテン語や音節の数に縛りをつける詩の技術が特にベラルーシやウクライナ（キエフ・モヒーラ・アカデミーを通じて）へ伝播し、そこからさらにモンゴルのルーシ侵攻の余波を受けて西ヨーロッパとの関係を強め始めていたロシア（モスクワ大公国）へと伝わった。世界で最初に印刷されたキリル文字の本4冊は、1491年に印刷業者シュファイポルト・フィオル（Szwajpolt Fiol）によってクラクフで出版された。 

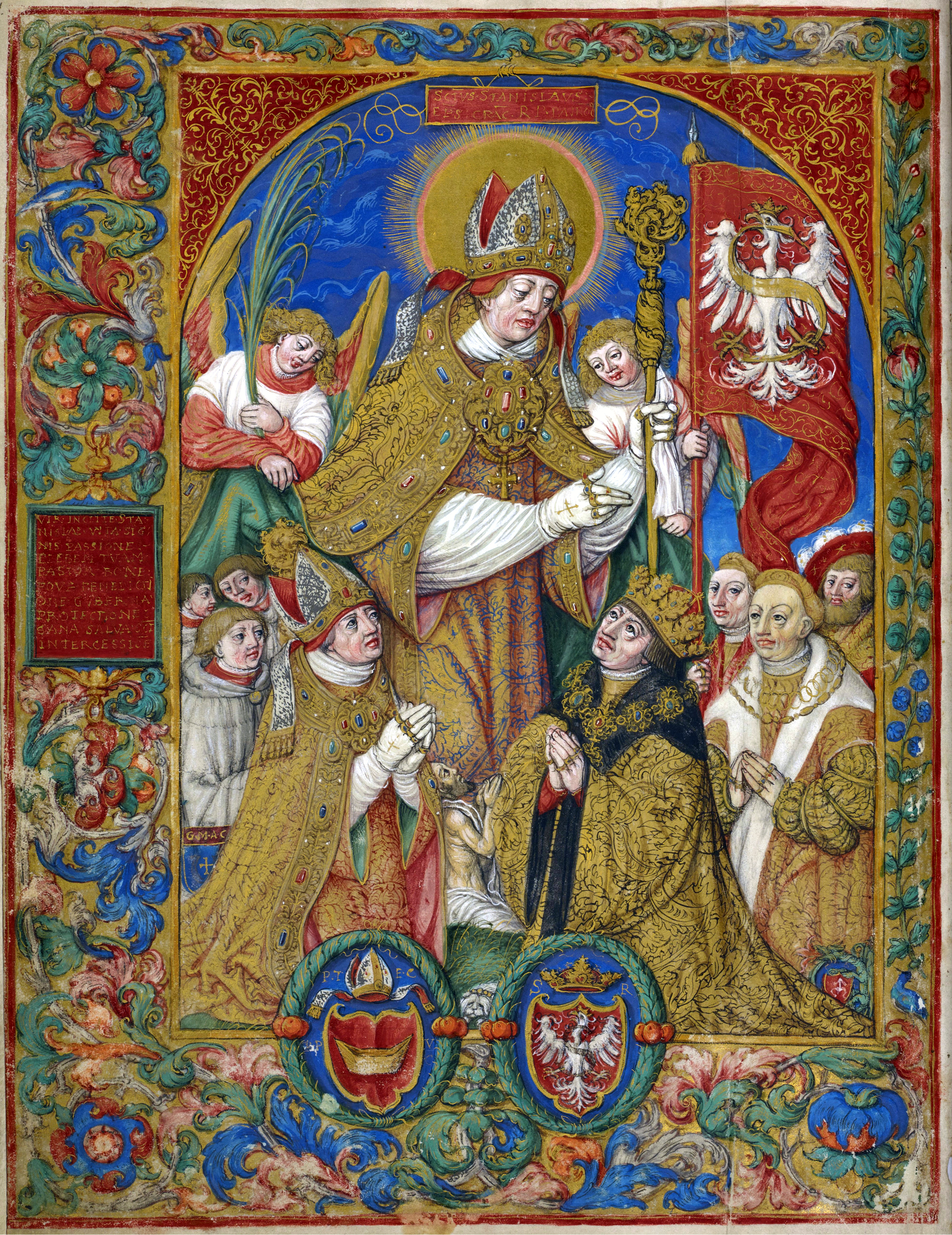
聖スタニスワフの前にひざまずくズィグムント1世とピョトル・トミツキ（Piotr Tomicki）司教、スタニスワフ・サモスチェルニクによる〈ジグムント1世の治世〉(1535年) からの1枚

## 芸術
芸術や建築の発展となった要因はたくさんあった。1507年に王位に就いたズィグムント1世は多くの芸術家のスポンサーであり、フィレンツェの建築家バルトロメオ・ベレッチの下で、ポーランドの歴代の王たちの古の住居であるヴァヴェル城を当時のルネサンス様式のものに再建するという大規模な計画を始動した。ズィグムント1世のルネッサンスへの熱意は、息子のズィグムント2世アウグストのみならず、多くの裕福なシュラフタや都市民たちにも丁度良いものであり、彼らもまた富、影響力、文化的教養を誇示したいと願っていた。1578年、カンツレシュヤン・ザモイスキは理想的なルネッサンス都市の建設を開始し、ザモシチ（これは彼にちなみ名付けられたものである）の町の創設を後援したが、この都市はまもなくルネッサンス期ポーランドの重要な行政、商業、教育都市となった。当時のポーランドの都市でも最大のものであった2都市――多くのイタリアの建築家たちの気を惹いたクラクフと主にドイツやオランダの建築家たちの気を惹いたグダニスクは、恐らくこの時代に最も多くのものを得たが、他の多くの都市にも新たなルネッサンス建築が認められた。 
ルネッサンス絵画はルーカス・クラナッハ、ハンス・デューラー（Hans Dürer）、ハンス・フォン・クルムバッハ（Hans von Kulmbach）などの多くの移住芸術家によりポーランドへ持ち込まれ、マルティン・コベル（Martin Kober; ステファン・バートリ王の宮廷画家）のようなポーランドの画家たちにより実践された。 肖像画家たちの作品は印象的な画廊を創り出し、シュラフタや富豪たちの特徴や各人の社会的地位を反映したものとなっていた。 

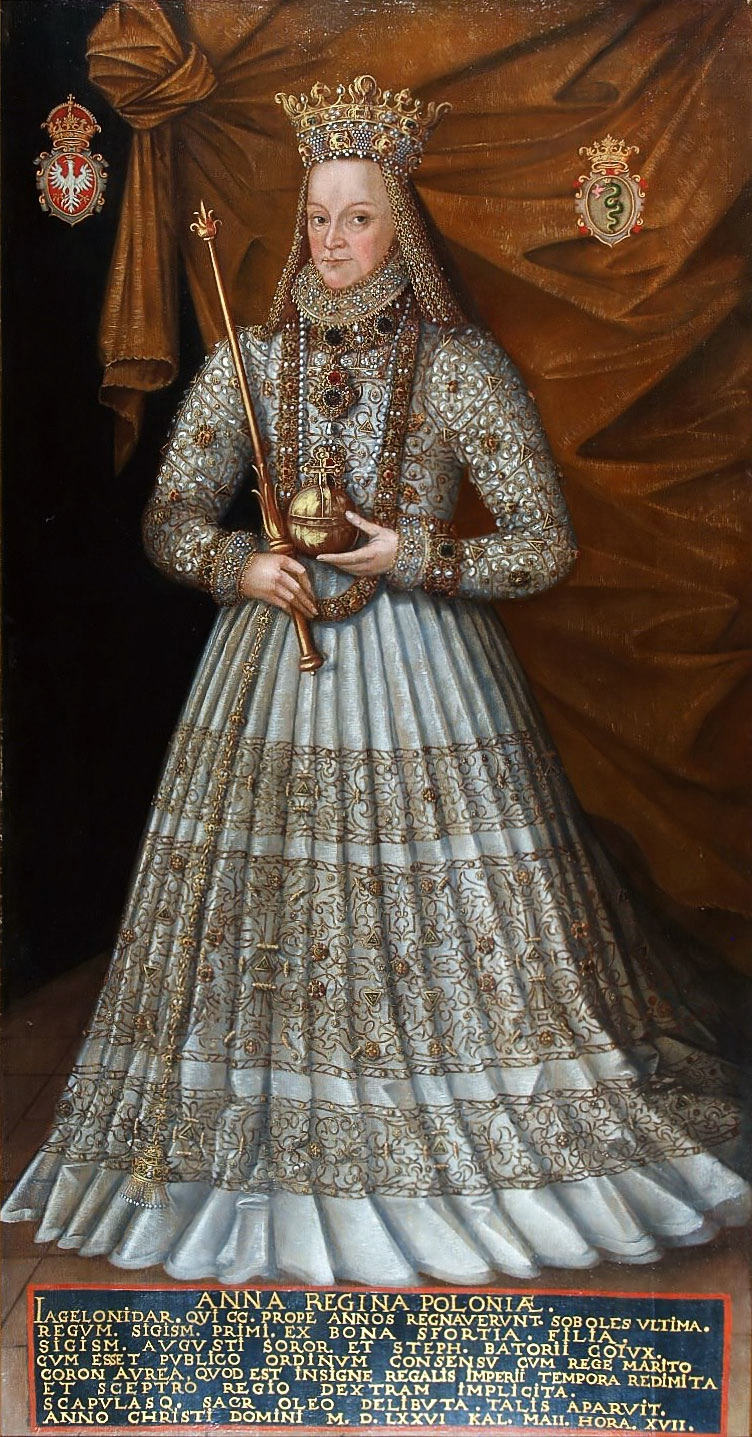
マルチン・コベルによるポーランドのアンナ女王の肖像、1576年

音楽文化の中心はクラクフの王宮であり、宮廷は多くの外国や地方の楽師たちを迎え入れた。 ポーランドのルネサンスの最も重要な作品には通常はリュートやオルガンのための曲、声楽曲や器楽曲の両方、舞曲から多声音楽、宗教的なオラトリオやミサ曲までが含まれる。1540年にルブリンのヤン（Jan z Lublina）により最も有名なヨーロッパのオルガン小品を収集した Tablature が発表された。クラクフのミコワイ（Mikołaj z Krakowa）は、多くのミサ曲、モテット、歌曲、舞曲、前奏曲を作曲した。ミコワイ・ゴムウカ（Mikołaj Gomółka）は、コハノフスキの詩（Melodies for the Polish Psalter〈ポーランド詩編のための旋律〉）の演奏版の作者であった。 最も有名なポーランドの作曲家は、ルネッサンスの傑出した作曲家の一人として認められていたシャモトゥウィのヴァツワフ（Wacław z Szamotuł）であった。

### 著名なポーランド・ルネサッンスの芸術家

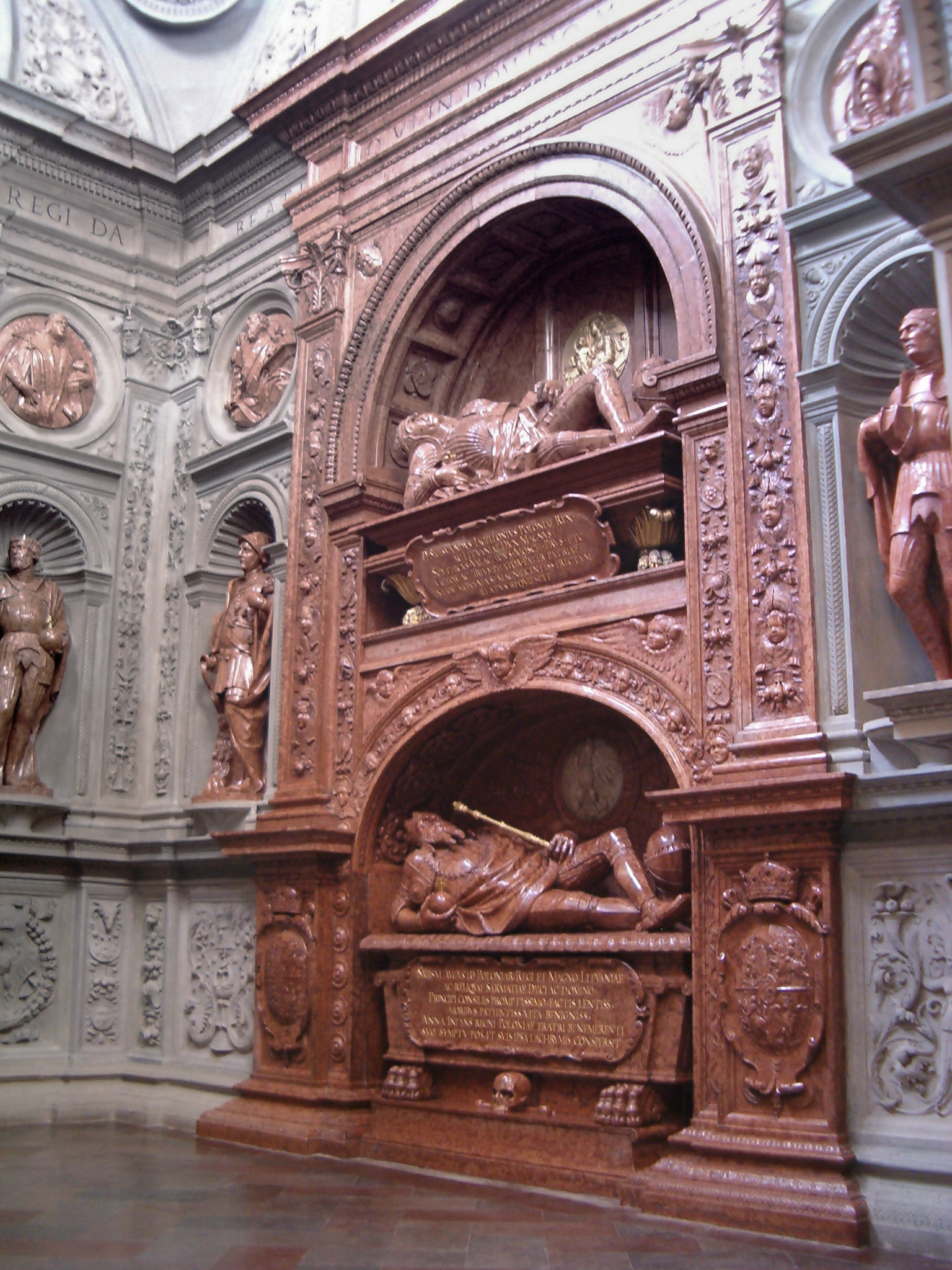
「アルプス北のトスカーナ・ルネッサンスの最も美しい例」と称賛された、ズィグムント礼拝堂のヤギェウォ朝最後の王たちの墓

その才芸がポーランドのカリキュラムの突出した部分となってきた最も傑出したポーランド・ルネッサンスの作家や芸術家は以下のような面々が挙げられる。
- 詩人……ミコワイ・レイ、ヤン・コハノフスキ、シモン・シモノヴィツ（Szymon Szymonowic）、ミコワイ・センプ・シャジンスキ（Mikołaj Sęp Szarzyński）、アンジェイ・クシツキ（Andrzej Krzycki）、ヤン・ダンティシェク
- 作家……ウカシュ・グルニツキ（Łukasz Górnicki）
- 作曲家……シャモトゥウィのヴァツワフ
- 作曲家・歌手……ミコワイ・ゴムウカ
- 彫刻家……ウジェンドゥフのヤン・ミハウォヴィチ（Jan Michałowicz z Urzędowa）
- 画家……スタニスワフ・サモスチェルニク（Stanisław Samostrzelnik）、マルチン・コベル（Marcin Kober）

またポーランドに定住し、同国でその技芸のために相当の認知度を獲得した芸術家や建築家には、次の者たちがいる。
- ハンス・デューラー、ハンス・フォン・クルムバッハ、マテオ・グッチ、サンティ・グッチ、バルトロメオ・ベレッチ、ベルナルド・モランド、ジョヴァンニ・バッティスタ・ディ・クアドロなど

## 文学
最初の印刷機はクラクフで1473年、ドイツの印刷工であるバイエルンのカスパー・シュトラウベ（Kasper Straube）によって設立された。1561年から1600年の間に、ポーランドの17の印刷所が年間120冊以上のタイトルを発行し、1版につき平均500部であった。 聖書のポーランド語による最初の完訳版は、ヤン・レオポリタ（Jan Leopolita）により1561年に作成された（レオポリタの聖書）。 その頃には最初の正書法ポーランド語辞書も出版された（1551年、スタニスワフ・ムジノフスキ Stanisław Murzynowski による）。文法書や辞書も増えていった。 ポーランド・ルネッサンスは2言語によるもので、いわゆるシュラフタの話し言葉はポーランド語とラテン語とを混ぜこぜとしたものであり、様々な著述家たちがポーランド語とラテン語、そしてその2つが混ざった言語（マカロニック）との間を行ったり来たりした。 
文学は宗教的な主題という縛りを超えて進歩した。 宗教的な主題も数々の聖書翻訳に見られるように依然存在していて、最も有名なのは1599年にヤクブ・ヴイェク（Jakub Wujek）により出版されたヴイェクの聖書である。しかし貴族階級は単なる宗教的主題以上のものを気にかけ、ポーランド・ルネッサンスの作品は彼らの物質的および精神的な価値感を反映していた（サルマティズムを参照）。この時代の詩は荘園的生活の美徳を賞賛するものであった。たとえばレイは生と地元の貴族の地位を祝い、コハノフスキは自然に囲まれた田舎での生活の喜びと美しさについて歌い上げた。 文芸形式はホラティウス風の頌歌・牧歌・イタリア式のソネットから哀歌・風刺・ロマンスまで様々であった。 

## 科学と技術
この時期の科学者には福音主義派の宗教改革者ヤン・ワスキ（Jan Łaski）、作家で大学講師のミェフフのマチェイ（en:Maciej Miechowita とも）、ポーランド語ではミコワイ・コペルニク（Mikołaj Kopernik）の名で知られる天文学者ニコラウス・コペルニクス、政治思想家で哲学者のヴァヴジニェツ・グジマワ・ゴシリツキ（Wawrzyniec Grzymała Goślicki; ラテン語名: ラウレンティウス・グリマルディウス・ゴスリスキウス Laurentius Grimaldius Gosliscius）、作家で地理学者のマルチン・クロメル（Marcin Kromer）、作家で哲学者のアンジェイ・フリチ＝モドジェフスキ（Andrzej Frycz Modrzewski）、イエズス会の政治改革者ピョトル・スカルガ（Piotr Skarga）、医師・科学者・ポズナン市長のユゼフ・ストルシ（Józef Struś）、その他多くの者たちが含まれる。

## 建築の傾向と時期
ポーランドのルネサンス建築は大別すると3つの時期に分けられる。第1の時期（1500年-1550年）はしばしば「イタリア期」と呼ばれるが、これはこの時期のルネッサンス様式の建物のほとんどが、主にフィレンツェからポーランド貴族に招待されたイタリアの建築家たちによって建てられたためである。第2の時期（1550年-1600年）の間にはルネッサンス様式が普及し、オランダのルネッサンスからの影響が含まれていた上、マニエリスム様式の台頭の兆しも見られた。第3の時期（1600年-1650年）ではマニエリスムが一躍人気を獲得していき、またバロック様式の顕著な例も初めて見られるようになる（ポーランドにおけるバロックも参照）。

### 第1の時期

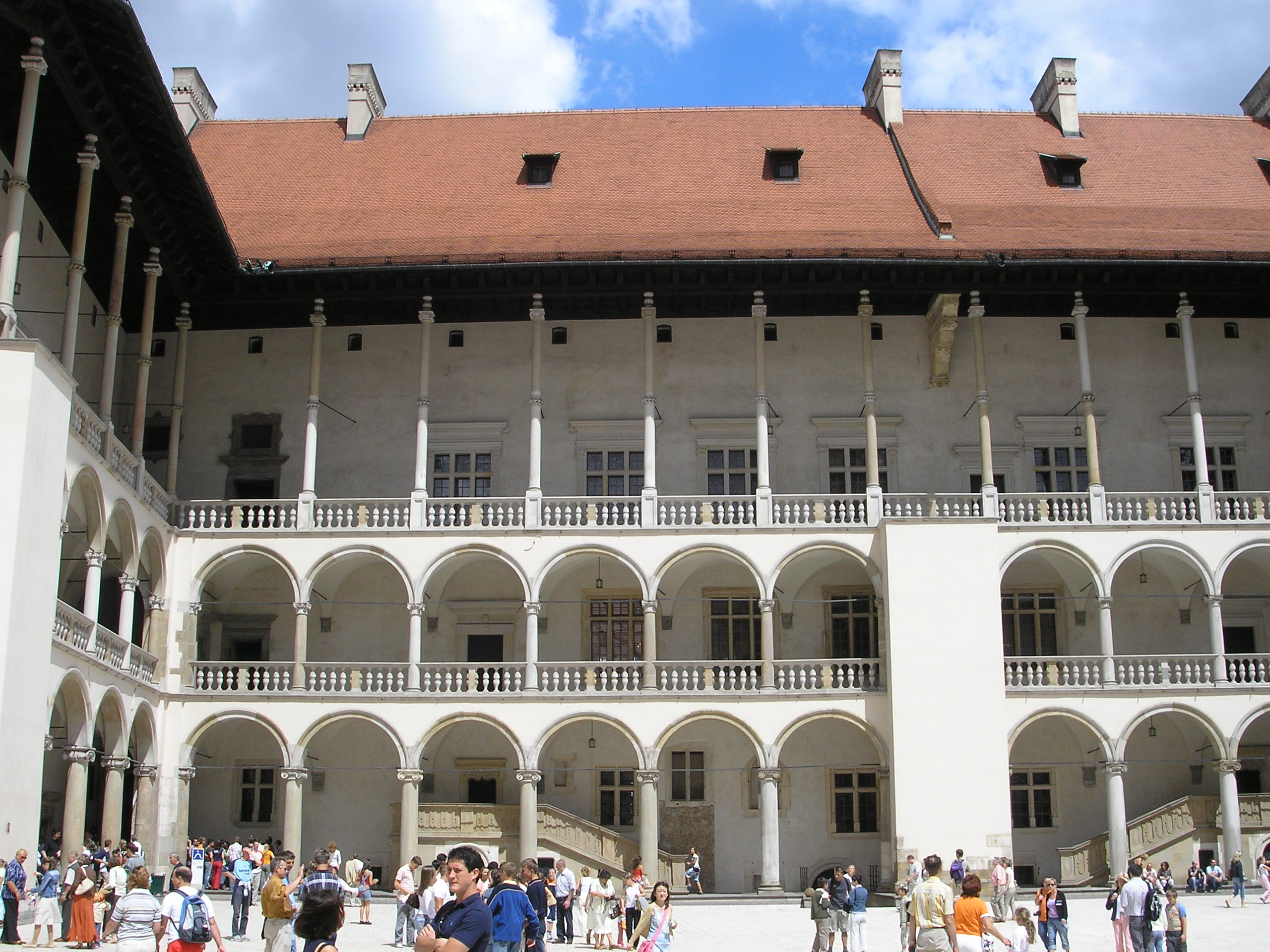
ヴァヴェル城の中庭はポーランドのルネッサンスの第1の時期の好例である

1499年にヴァヴェル城は火事により部分的に損傷した。1504年にヤギェウォ朝の王アレクサンデルは改修のための主要な建築家としてエーベルハルト・ローゼンベルガー（Eberhard Rosemberger）を任命した。その後ローゼンベルガーの後任としてイタリア生まれのフランチェスコ・フロレンティーノ（Francesco Florentino）が就き、さらに彼の死後にはバルトロメオ・ベレッチやサンドミエシュのベネディクト（波: Benedykt z Sandomierza）が事業を引き継いだ。彼らの仕事の結果、ヴァヴェル城はフィレンツェ風のルネッサンス様式の邸宅に様変わりした。同時期には他の城や邸宅が建設あるいは再建されたが、それにはドジェヴィツァ（Drzewica; 1527年-1535年に創建）、シドウォヴィェツ（Szydłowiec; 1509年-1532年に再建）、オグロジェニェツ（Ogrodzieniec; 1532年-1547年に再建）、そして最も著名なピェスコヴァ・スカワ（Pieskowa Skała; 1542年-1580年）が含まれる。
ポーランド・ルネッサンスの第1の時期においては、教会は依然多くのものがゴシック様式で建てられていた。この時は古い教会を取り巻く新たな礼拝堂が新たな様式により建造されることがあったぐらいであるが、それらの中でも最も傑出したヴァヴェル大聖堂のズィグムント礼拝堂 (Sigismund's Chapel) は、1519年-33年にバルトロメオ・ベレッチにより建てられたものである。

### 第2の時期

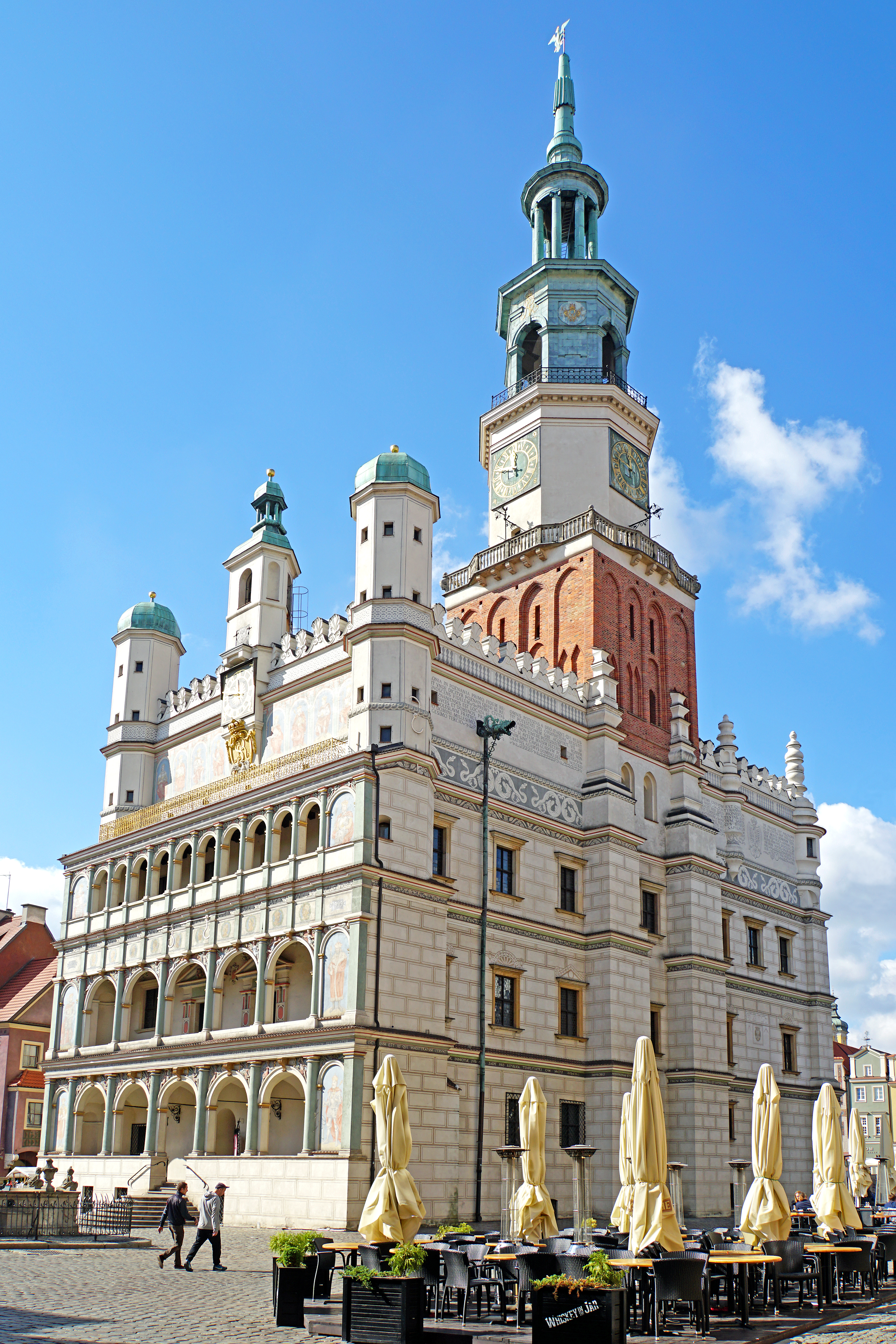
ポズナン市庁舎、ジョヴァンニ・バッティスタ・ディ・クアドロによりゴシック様式から再建（1550年-55年）

ルネッサンス様式はその第2の時期にポーランド全土で最も一般的となった。特にポモジェ（ポメラニア）とグダニスク（ダンツィヒ）といったポーランドの北部においては、オランダ生まれの芸術家たちの大規模な一団が仕事を行っていた。ポーランドの他の地域のルネッサンス様式は地域の状況によって異なり、地域ごとに異なる亜流が生み出されていった。また新様式であるマニエリスムの要素もいくつか顕れていた。この時代の建築は次の3つの地域の亜流に分けられる。ほぼポーランド南部に見られ、最も有名な当地の芸術家としてサンティ・グッチを擁した「イタリア式」、ほぼポモジェに見られた「オランダ式」、そしてポーランド中央部における「カリシュ・ルブリン式」(ポーランド語: styl kalisko-lubelski; あるいは「ルブリン・ルネッサンス」とも) であるが、最後のものはカリシュ、ルブリン、カジミエシュ・ドルヌィ（Kazimierz Dolny）に建てられたものが最も特筆すべき例である。
ポーランド全土において中庭を囲む新奇な4辺形に隅に4つの塔を持つ目新しい城が建設された。傑出した例としては以下のものが挙げられる。
- プワコヴィツェ（Płakowice）の城（16世紀）
- ブジェクの城、（1544年-60年にゴシック様式の要塞から再建）
- ニェポウォミツェ（Niepołomice）の城 （1550年-71年の火災の後に再建）
- バラヌフ・サンドミェルスキ（Baranów Sandomierski）の城（サンティ・グッチの手により1591年-1606年に建造）
- クラシチン（Krasiczyn）の城[21]

多くの都市がルネッサンス様式で新たな建物を建てた。クラクフでは新しく織物会館（Sukiennice スキェンニツェ）が建設された。市庁舎はタルヌフ、サンドミエシュ（Sandomierz）、ヘウム（現在は解体済み）、ポズナンで建造あるいは再建された。また町全体の設計の見直しが行われることも多々あった。ルネッサンスの都市計画で現在に至るまで生き残っているものとしてはシドウォヴィェツ（Szydłowiec）とザモシチが挙げられる。

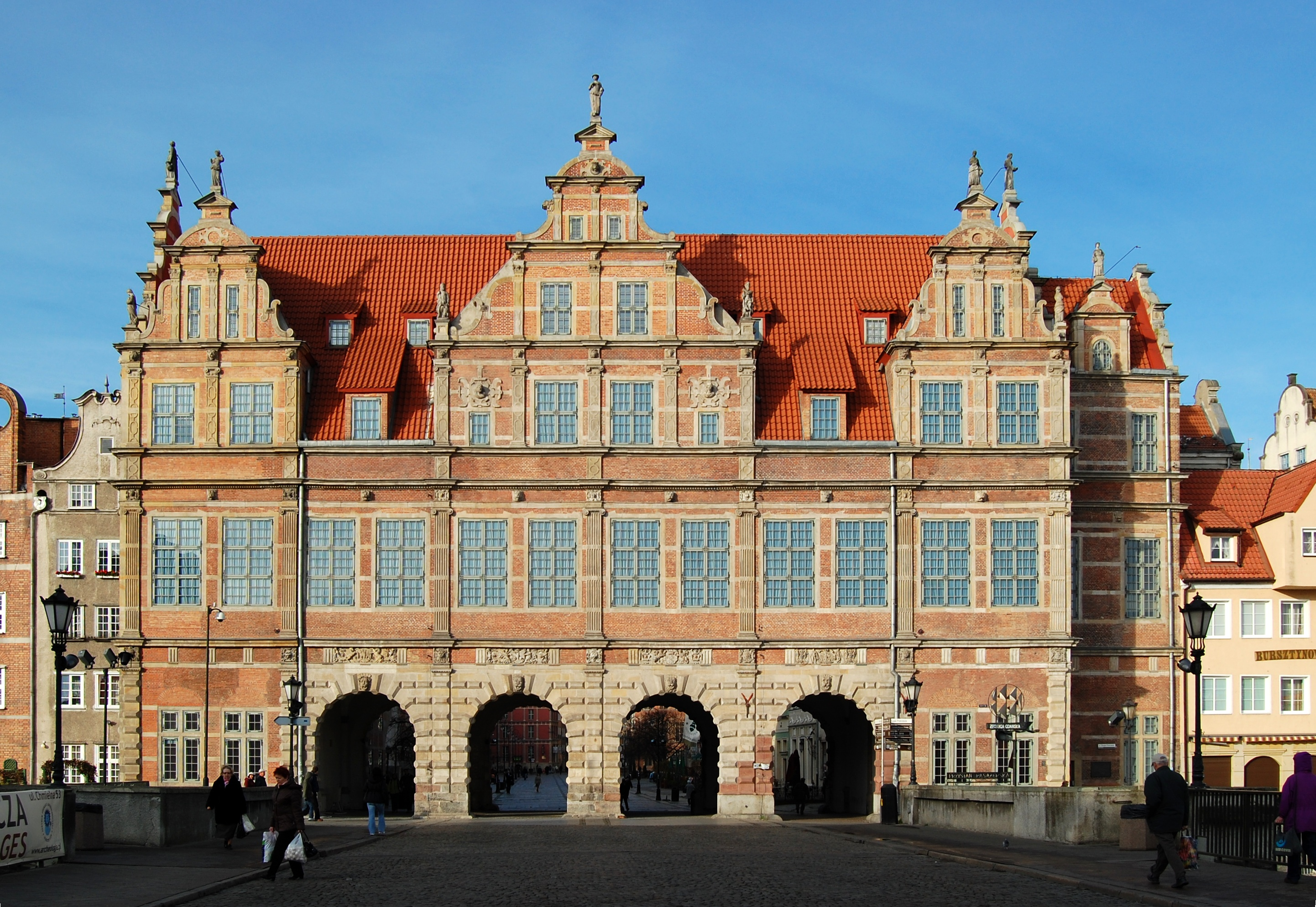
グダニスクの緑の門

イタリアよりも北欧の影響下で発展したポモジェのルネサンスの例は以下のものが挙げられる。
- グダニスクの緑の門（英語版）（1564年-1568年にハンス・クラマー Hans Kramer により建造）
- グダニスクの高地門（pl:Brama Wyżynna w Gdańsku; 1588年にウィレム・ファン・デン・ブロッケ Willem van den Blocke により竣工）
- グダニスクの大武器庫（pl:Wielka Zbrojownia w Gdańsku; 1602年-1606年にアントニウス・ファン・オッベルヘン Antonius van Obbergen により建造）
- グダニスクの旧市庁舎（1587年-1595年に建造、恐らくアントニス・ファン・オッベルヘン）によるもの

ルネッサンスと宗教改革の時期中の生活の特徴的な世俗化により、宗教建築の発展は些末なもののみに留まった。主に礼拝堂はルネッサンス様式で建造が行われてはいたものの、以下に挙げるものを含む教会には再建されたものもあった。
- プウォツクの大聖堂（火災の後に Zanobi de Gianotis、チーニ Cini、フィリッポ・ディ・フィエゾーレ Filippo di Fiesole といった建築家たちにより再建され、さらに後にジョヴァンニ・バッティスタ・ディ・クアドロにより再建された）
- プウトゥスク（Pułtusk）の共同教会（ヴェネツィアのジョヴァンニ・バティスタにより再建）。

新たに創建された教会はザモシチの聖トマス共同教会など、ごくわずかに過ぎなかった。

### 第3の時期

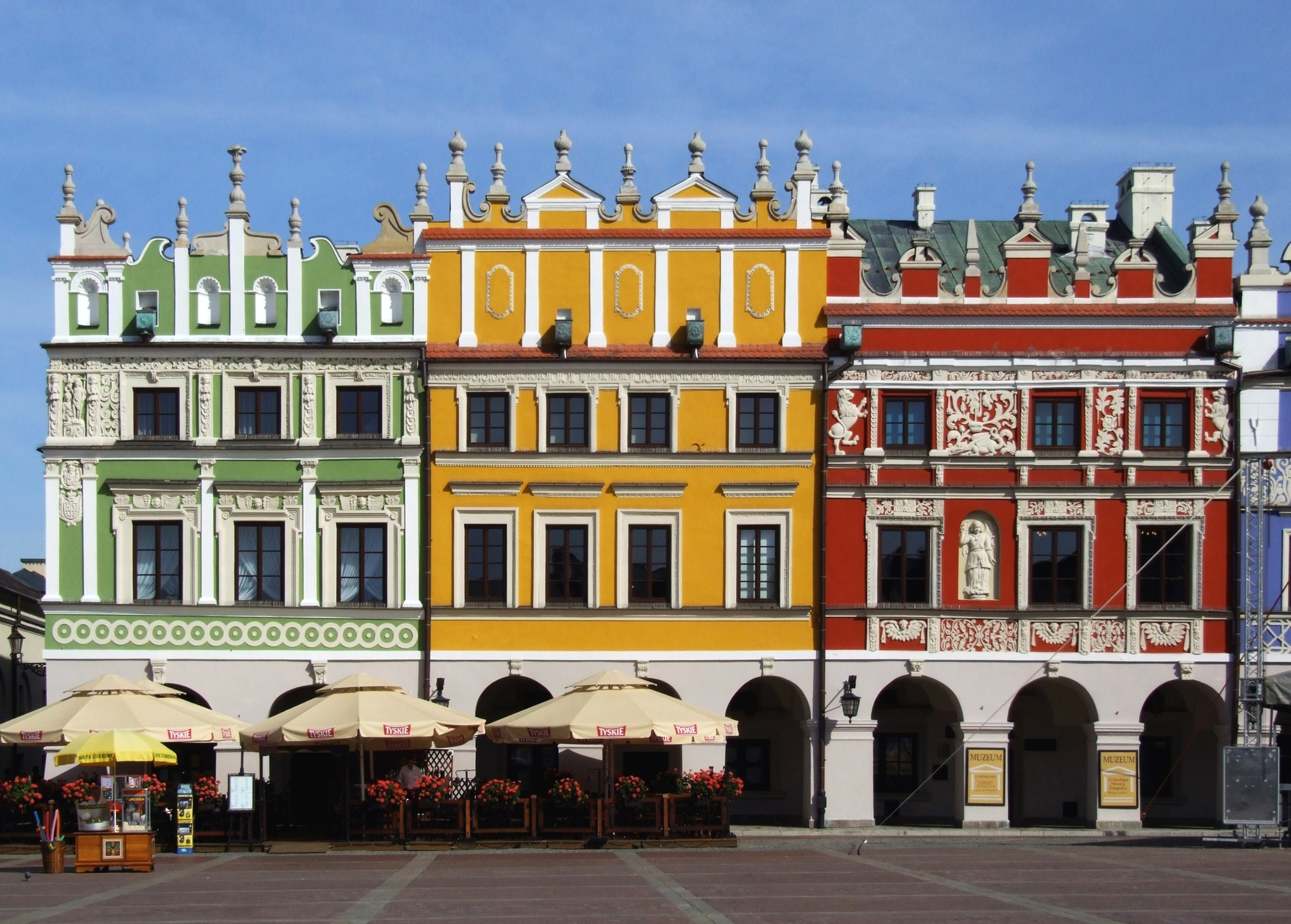
ザモシチの「アルメニアの家」

ヴァヴェル城の火災と1596年のワルシャワへの遷都により、クラクフのほかグダンスクにおけるルネッサンスの発展も停滞することとなった。またイエズス会の力の増大と対抗宗教改革はマニエリスム建築と新たなる様式であるバロック様式の発展に弾みをつけることとなった（ポーランドにおけるバロック (Baroque in Poland) も参照）。優位となりつつあったポーランドのマニエリスム建築の最重要例は、カジミエシュ・ドルヌィ（Kazimierz Dolny）とザモシチの住宅団地である。